# Żylak czerniejący

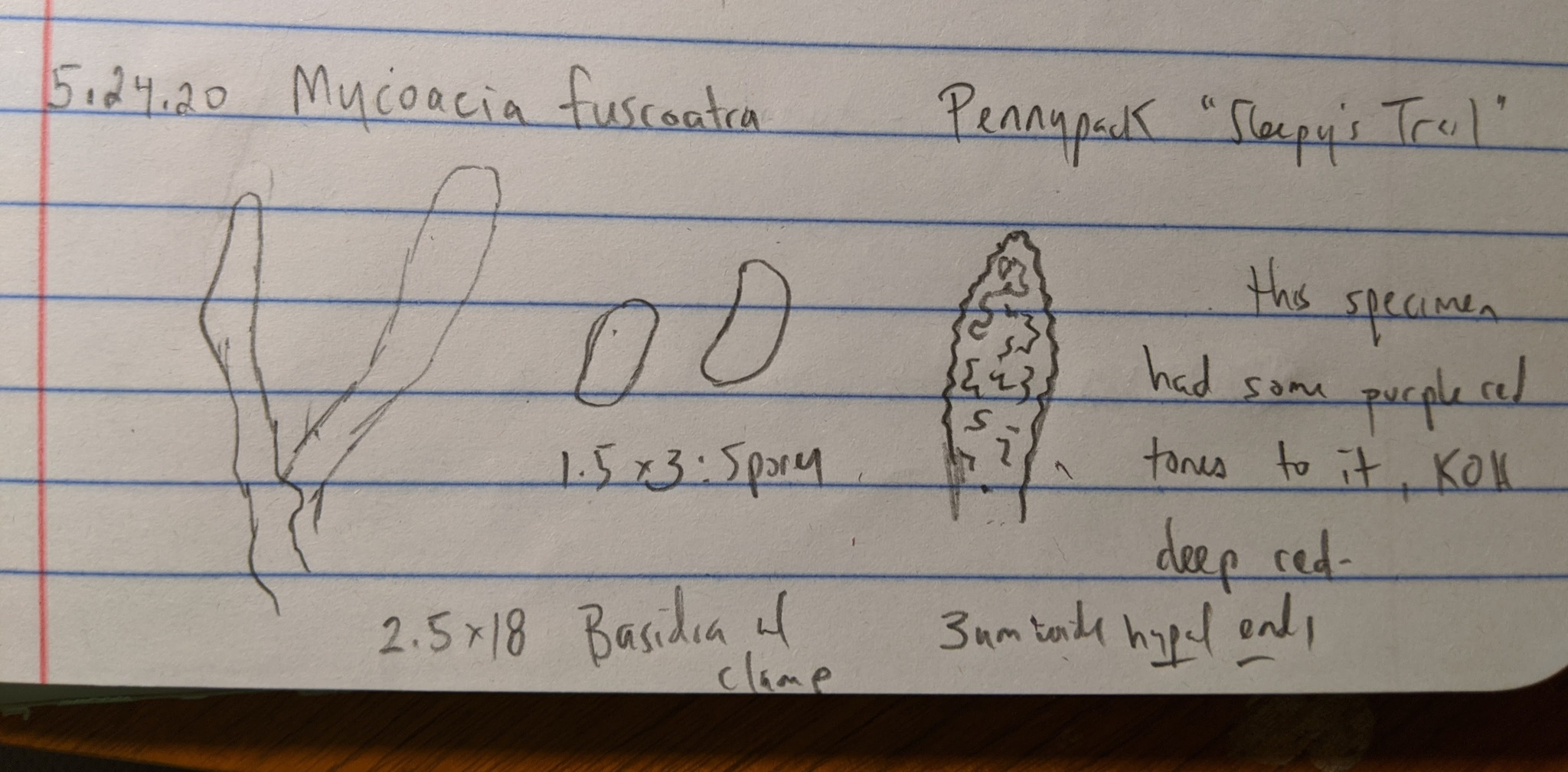
Cechy budowy mikroskopowej

Żylak czerniejący, woszczyneczka czerniejąca (Mycoacia fuscoatra (Fr.) Donk) – gatunek grzybów z rzędu żagwiowców (Polyporales).

## Systematyka i nazewnictwo
Pozycja w klasyfikacji według Index Fungorum: Mycoacia, Meruliaceae, Polyporales, Incertae sedis, Agaricomycetes, Agaricomycotina, Basidiomycota, Fungi.
Gatunek ten opisał w 1814 roku Elias Fries, nadając mu nazwę Hydnum fuscoatrum. Obecną, uznaną przez Index Fungorum nazwę nadał mu Marinus Anton Donk w 1931 r.
Ma 15 synonimów. Niektóre z nich:
- Phlebia fuscoatra (Fr.) Nakasone 1997
- Steccherinum corneum (Pilát) Parmasto 1968
- Steccherinum fuscoatrum (Fr.) Gilb. 1971[2].

Władysław Wojewoda w 2003 r. zaproponował nazwę żylak czerniejący dla synonimu Phlebia fuscoatra. Nazwa ta jest niespójna z obecną nazwą naukową. Internetowy atlas grzybów podaje nazwę woszczyneczka czerniejąca. W. Wojewoda nazwę woszczyneczka nadał rodzajowi Ceriporiopsis.

## Morfologia
Owocnik
Grzyb hydnoidalny. Owocnik miękki, rozpostarty, przyrośnięty, o grubości od 0,1 do 0,3 mm, bladobiały, przydymiony lub żółtawoszary, początkowo często oprószony, potem nagi. Brzeg biały lub żółtawobiały, oprószony lub wąsko włóknisto-strzępiasty, kolce cienkie, dość regularne, długości 1 do 3 mm, ostro szydłowate lub z 2–3 niewyraźnymi czubkami, sino popielate, szare, najpierw ochrowe, potem czarnobrązowe, z jaśniejszym czubkiem. Liczba kolców 10–20 na mm².
Cechy mikroskopowe
System strzępkowy monomityczny, strzępki generatywne z guzowatymi przegrodami, cienkościenne, gładkie, o średnicy 1,5–4 µm. Subikulum zbudowane ze strzępek o chropowatej powierzchni. Podstawki silnie maczugowate, z 2–4 sterygmami o długości do 2,5–3,5 µm, ze sprzążkami bazalnymi, (12)18–30 × 3,5–4,5 µm. Zarodniki cylindryczne do nieco kiełbaskowatych, gładkie, cienkościenne, nieamyloidalne, (4)5–6,5 × 2–2,5(3,5) µm. Leptocystydy szydłowate, butelkowate do cylindrycznych, ze sprzążkami, cienkościenne, gładkie, 30–45 × 3–4,5 µm.

## Występowanie i siedlisko
Stwierdzono występowanie Mycoacia fuscoatra na wszystkich kontynentach i na niektórych wyspach. Najwięcej stanowisk podano w Europie. W 2003 r. W. Wojewoda przytoczył 3 stanowiska w Polsce, w późniejszych latach podano następne. Bardziej aktualne stanowiska podaje także internetowy atlas grzybów. Znajduje się na Czerwonej liście roślin i grzybów Polski. Ma status E – gatunek wymierający, którego przeżycie jest mało prawdopodobne, jeśli nadal będą działać czynniki zagrożenia.
Nadrzewny grzyb saprotroficzny. W Polsce podano jego występowanie w lasach liściastych i iglastych na martwym drewnie brzozy, leszczyny i sosny.